# Lewis Hine
Lewis Wickes Hine (ur. 26 września 1874 w Oshkosh, zm. 3 listopada 1940 w Hastings-on-Hudson) – amerykański socjolog i fotograf. Prekursor fotoreportażu.

## Życiorys

### Młodość
Urodził się 26 września 1874 w Oshkosh, w stanie Wisconsin. W 1892 jego ojciec zginął w wypadku samochodowym, przez co Hine już w młodym wieku zmuszony był pracować dorywczo, m.in. w fabryce mebli, sklepie odzieżowym i banku.
W 1900 wyjechał z rodzinnego miasta, rozpoczynając studia socjologiczne na Uniwersytecie Chicagowskim. Rok później zatrudnił się jako nauczyciel biologii i geografii w Ethical Culture School w Nowym Jorku. Równolegle podjął też studia na Uniwersytecie Nowojorskim.

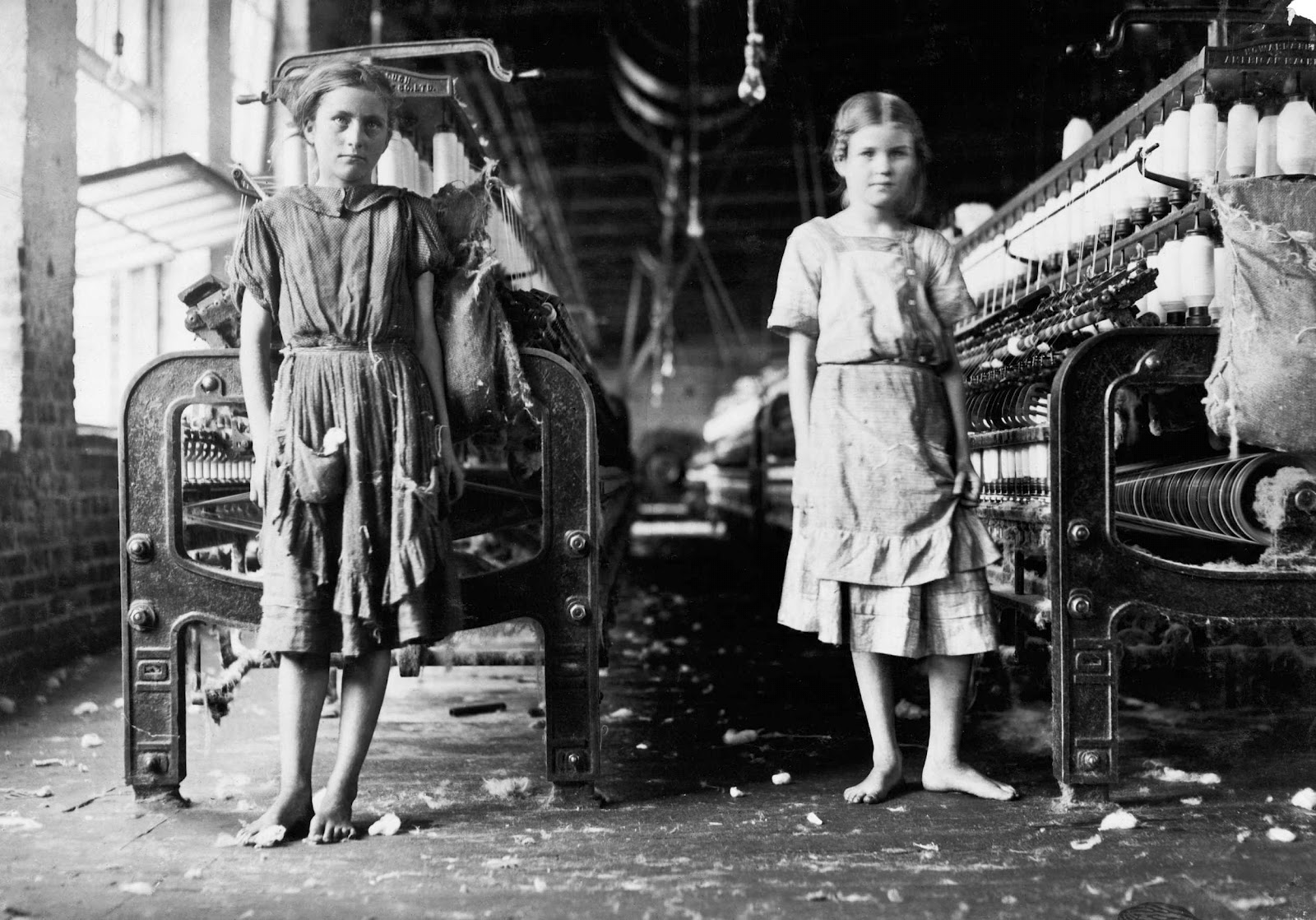
Dzieci w przędzalni (1911)

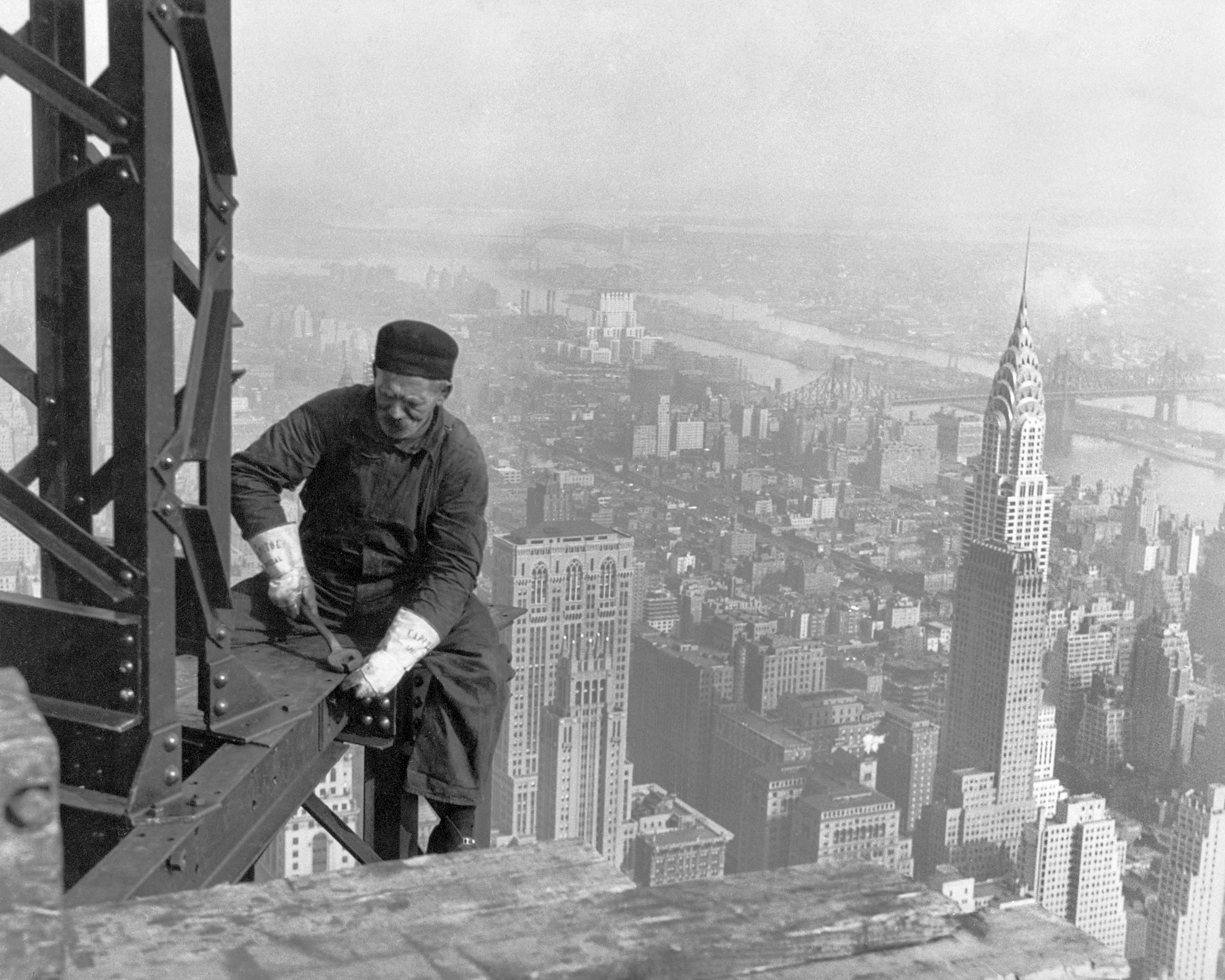
Robotnik przy budowie Empire State Building (1930)

### Działalność fotograficzna
Fotografią zainteresował się w 1903 za namową swojego mentora, Franka Manny’ego. Rok później, na zlecenie dyrektora szkoły w której pracował, zaczął wykonywać pierwsze prace fotograficzne, m.in. serię portretów imigrantów przybywających na Ellis Island w Nowym Jorku.
W latach 1906–1918 pracował w National Child Labor Committee. Stworzył w tym czasie fotoreportaże o dzieciach pracujących w fabrykach, młynach i na polach na terenie Georgii, Connecticut, Maryland, New Jersey i Karoliny Północnej.
Pod koniec I wojny światowej udał się do Europy jako wysłannik Amerykańskiego Czerwonego Krzyża. Podróżując po kontynencie, dokumentował działalność organizacji. W 1919 powrócił do Stanów Zjednoczonych, gdzie wykonał serie „portretów przy pracy”, ukazujących wkład człowieka w ówczesny przemysł. W 1930 sfotografował robotników pracujących bez zabezpieczeń przy budowie Empire State Building w Nowym Jorku.

### Późniejsze lata
W 1932 opublikował zbiór fotografii w publikacji Men at Work, która została okrzyknięta książką roku przez Child Study Association of America. Od 1936 pracował dla agencji, m.in. dla Works Progress Administration, tworząc National Research Project – zbiór fotografii, którego nie zdążył dokończyć. Po przebytej operacji w Dobbs Ferry Hospital, zmarł 3 listopada 1940 w Hastings-on-Hudson, w stanie Nowy Jork.

## Odbiór społeczny
Głównym celem fotograficznym Hine’a było ukazywanie na zdjęciach osób z niższych warstw społecznych, wykorzystywanych do ciężkiej pracy. Pod pretekstem wykonania zdjęć maszyn uzyskiwał pozwolenie na wejście do fabryk. W swoich pracach przedstawiał małe postaci, często brudne i zaniedbane, na tle dużego sprzętu. Jego fotograficzna działalność została użyta w kampaniach społecznych, co doprowadziło do ustanowienia prawa regulującego pracę dzieci.